# Nodozana rubripuncta
Nodozana rubripuncta là một loài bướm đêm thuộc phân họ Arctiinae, họ Erebidae.